# Henry Hallam
Henry Hallam, född 9 juli 1777, död 21 januari 1859, var en brittisk historiker.
Hallam var ursprungligen jurist, men ägnade sig sedan han som nära knuten till whig-partiet erhållit en tjänst som commissioner of stamps åt historiskt författarskap. Hans främsta arbeten var View of the state of Europe during the middle ages (1818, svensk översättning i 2 band 1851–1852), The constitutional historiy of England (1827), Introduction to the literature of Europe in the 15th, 16th and 17th centuries (4 band, 1837–1839). Hallams författningshistoriska arbeten, klara i framställningen och rika på material, är färgade av whigarnas politiska doktriner. Åren 1845–1849 var han president i Royal Society of Literature.